# 觀星者星
小行星6465（英語：6465 Zvezdotchet）是一颗围绕太阳公转的小行星。1995年3月3日，前蘇聯天文愛好者T. V. Kryachko在喀山发现了此天体。
小行星以一本前蘇聯的業餘天文愛好者雜誌《觀星者》（Zvezdotchet）命名。
这颗小行星的绝对星等为12.80等。